# Jens Wientapper
Jens Wientapper (* 16. August 1942) ist ein deutscher Badmintonspieler. 

## Karriere
Jens Wientapper gewann 1959 und 1960 drei Juniorentitel in Deutschland, ehe er 1961 deutscher Meister im Herreneinzel wurde. 1962 stand er erneut im Finale des Herreneinzels, unterlag dort jedoch gegen Kurt Jendroska  und wurde Vizemeister.

## Sportliche Erfolge
| Saison    | Veranstaltung                    | Disziplin    | Platz | Name                                               |
| --------- | -------------------------------- | ------------ | ----- | -------------------------------------------------- |
| 1958/1959 | Deutsche Einzelmeisterschaft U18 | Herrendoppel | 2     | Jens Wientapper / Jan Timmerbeil (Hamburger FC 55) |
| 1959/1960 | Deutsche Einzelmeisterschaft U18 | Herrendoppel | 2     | Jens Wientapper / Jan Timmerbeil (Hamburger FC 55) |
| 1959/1960 | Deutsche Einzelmeisterschaft U18 | Herreneinzel | 1     | Jens Wientapper (Hamburger FC 55)                  |
| 1960/1961 | Deutsche Einzelmeisterschaft     | Herreneinzel | 1     | Jens Wientapper (Hamburger FC 55)                  |
| 1961/1962 | Deutsche Einzelmeisterschaft     | Herreneinzel | 2     | Jens Wientapper (Hamburger FC 55)                  |